# Bratkowce (obwód lwowski)
Bratkowce (ukr. Братківці) – wieś na Ukrainie, w rejonie stryjskim obwodu lwowskiego. Wieś liczy 1372 mieszkańców.
Wieś założona w 1370. Za II Rzeczypospolitej do 1934 samodzielna gmina jednostkowa. Następnie należała do zbiorowej wiejskiej gminy Bratkowce w powiecie stryjskim w woj. stanisławowskim, której była siedzibą. Po wojnie wieś weszła w struktury administracyjne Związku Radzieckiego.